# Кедроватий (заказник)
 Заказник «Кедроватий» (втрачений) був оголошений рішенням Івано-Франківського Облвиконкому № 335 від 16.09.1980 року на землях Верховинського лісокомбінату (Красницького лісництва, квартал 5,11,12,13,14,15,16,17).
Постановою Ради міністрів УРСР від 16 грудня 1982 р. N 617 «Про доповнення переліку державних заказників Української РСР» отримав статус державного лісового заказника.

## Характеристика
Площа — 1495 га. Був створений з метою охорони унікального ізольованого осередку сосни кедрової європейської — релікта пізнього
плейстоцену–раннього голоцену.

## Скасування
Станом на 1.01.2016 року об'єкт не міститься в офіційних переліках територій та об'єктів природно-заповідного фонду, оприлюднених на Єдиному державному вебпорталі відкритих даних http://data.gov.ua/ [Архівовано 4 травня 2016 у Wayback Machine.]. Проте в Міністерстві екології та природних ресурсів України та у Департаменті екології та природних ресурсів Івано-Франківської обласної державної адміністрації відсутня інформація про те, коли і яким саме рішенням було скасовано даний об'єкт природно-заповідного фонду. Таким чином, причина та дата скасування на сьогодні не відома.
Разом з тим, на сьогодні дана територія входить до складу Бистрицького природоохоронного науково-дослідного відділення Карпатського національного природного парку.